# Lophaster stellans
Lophaster stellans är en sjöstjärneart som beskrevs av Percy Sladen 1889. Lophaster stellans ingår i släktet Lophaster och familjen solsjöstjärnor.

## Underarter
Arten delas in i följande underarter:
- L. s. stellans
- L. s. marionis